# Musée des Arts décoratifs de Strasbourg

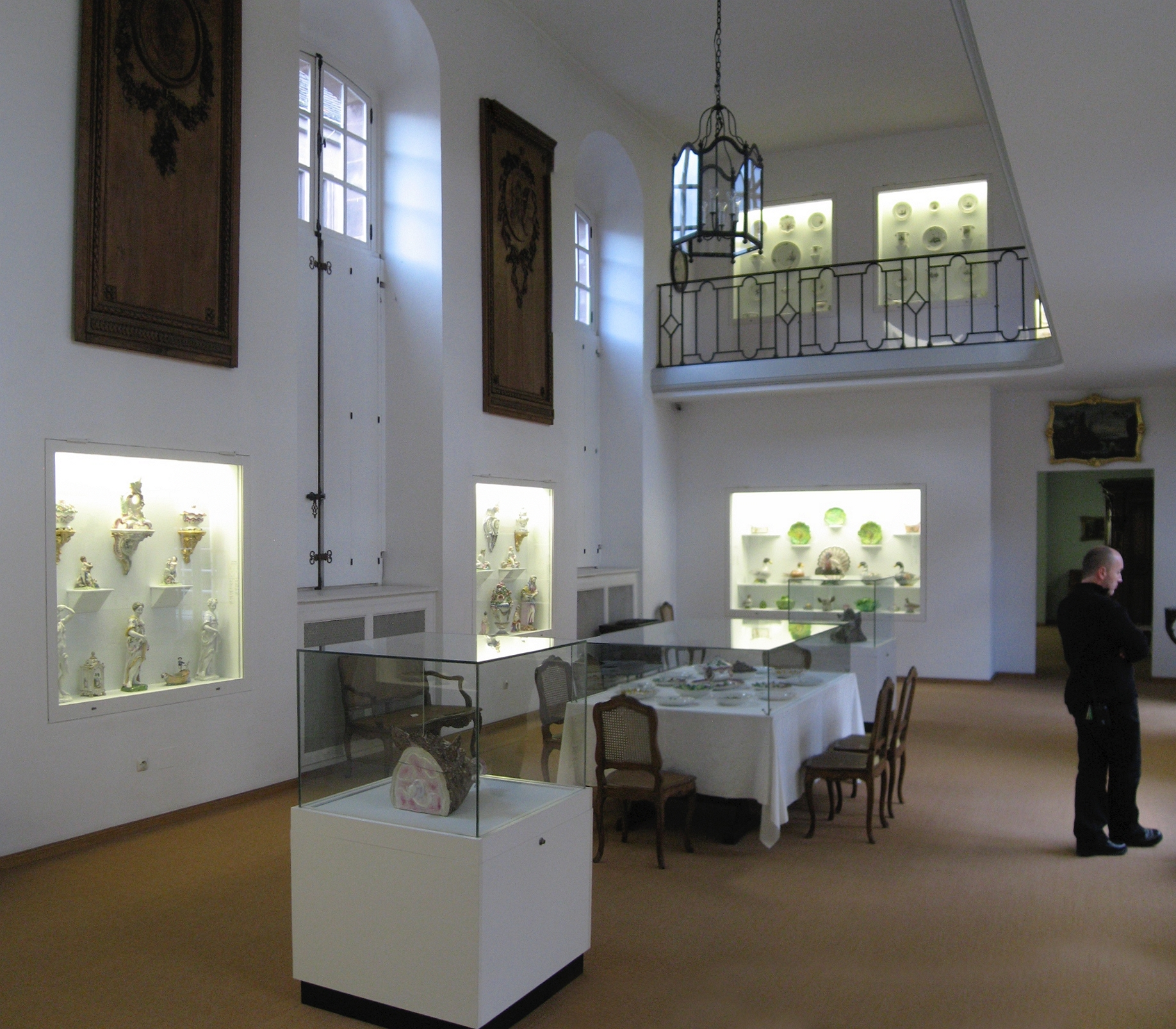
Ausstellungsraum des Museums im Palais Rohan

Das Musée des Arts décoratifs (Museum für Verzierungskünste; Kunstgewerbemuseum) der Stadt Straßburg befindet sich im Erdgeschoss des Palais Rohan, dem ehemaligen Stadtpalais der Fürstbischöfe aus dem Haus Rohan. Die eine Hälfte des Museums sind Gemächer im spätbarocken, Rokoko- und Empire-Stil, die andere bietet einen Überblick über die Porzellan-, Gold- und Silberschmiedekunst elsässischer Meister zwischen 1681 und 1870.

## Sammlung

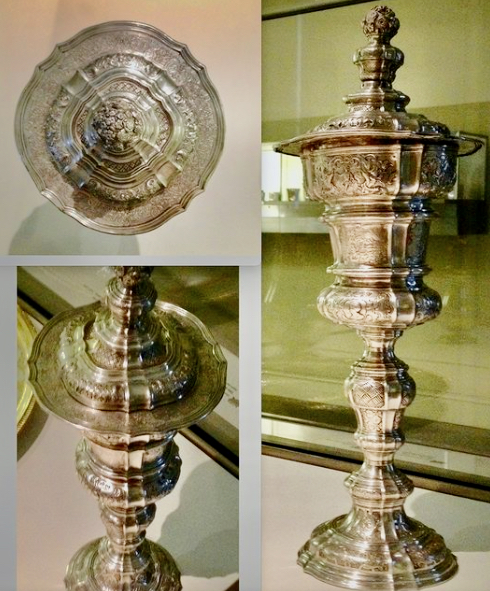
Jean-Jacques Bury: Hanap (Trinkkelch), 1732

Nach der schweren Beschädigung des Palastes durch englische und amerikanische Bombenabwürfe am 11. August 1944 wurden die Gemächer der Fürstbischöfe bis in die 1990er Jahre nach und nach originalgetreu restauriert und die Inneneinrichtung wiederhergestellt. Die Gemächer weisen die traditionelle Ausstattung höfischer Schauräume (Gobelin-Wandteppiche, Chinoiserien, Holzschnitzarbeiten, Wandmalereien, Stuckverzierungen, Trompe-l’œils usw.) in einem hohen Grad von Kunstfertigkeit auf.
Schwerpunkt der weiteren Sammlung sind die teils überschwänglichen Porzellanerzeugnisse der Straßburger Manufaktur der Gebrüder Paul und Johann Hannong, den Begründern und Leitern der weithin berühmten Frankenthaler Porzellanmanufaktur, sowie die Silberschmiedewerke der Straßburger Meisterfamilien Imlin und Kirstein.

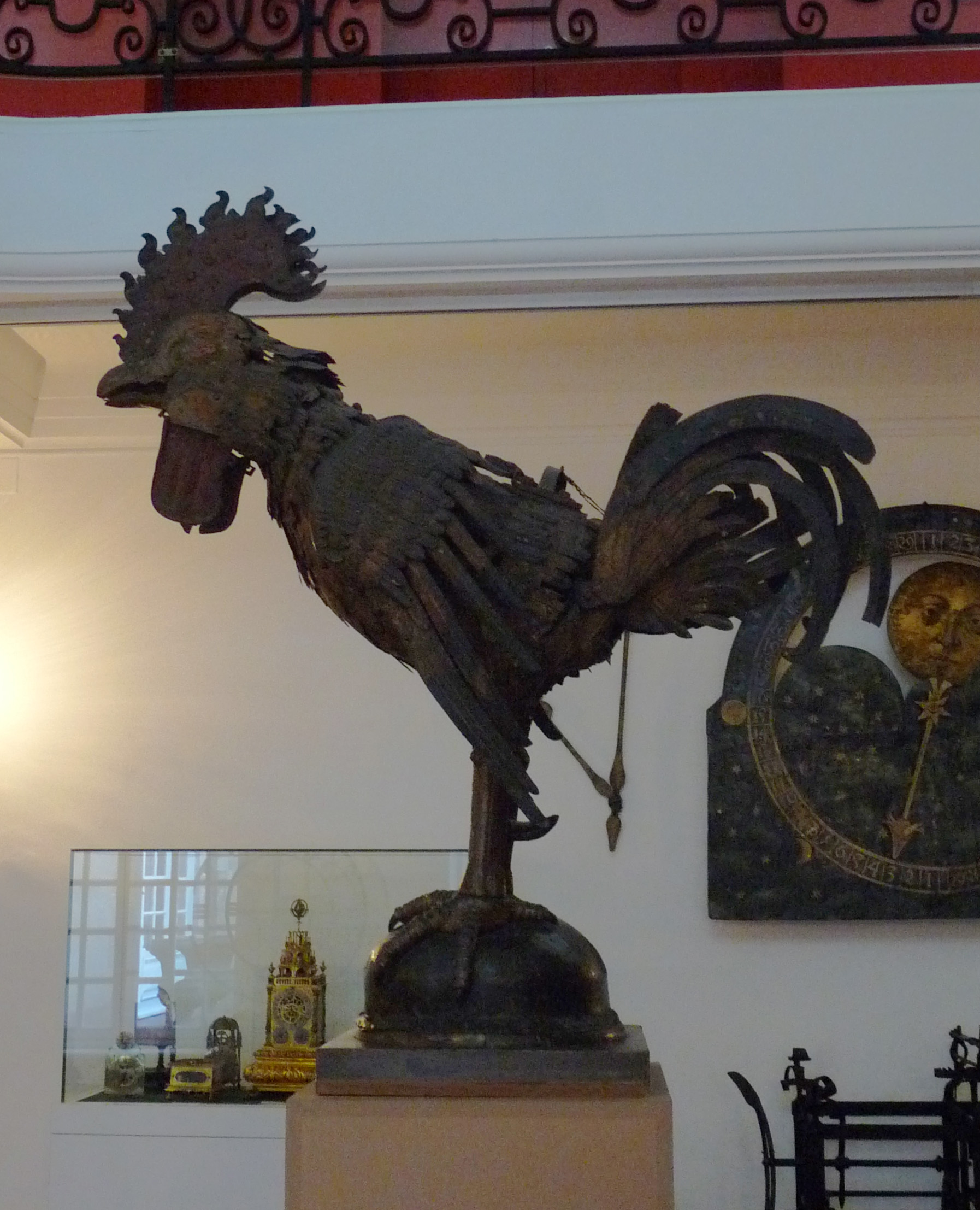
Hahn (Coq automate)

Im salle d’horlogerie (n° 14) befinden sich Bestandteile der ersten astronomischen Uhr des Straßburger Münsters (erbaut um 1350), darunter der überlebensgroße Hahn (Coq automate), der als ältester erhaltener Automat der Welt gilt.